# Quinto Pierres Vedel
Quinto Pierres Vedel (en otros documentos Bedel), (¿?,  - Albarracín, 30 de mayo de 1567), fue un arquitecto, ingeniero y escultor probablemente francés, que trabajó en el sur de Aragón en el siglo XVI.

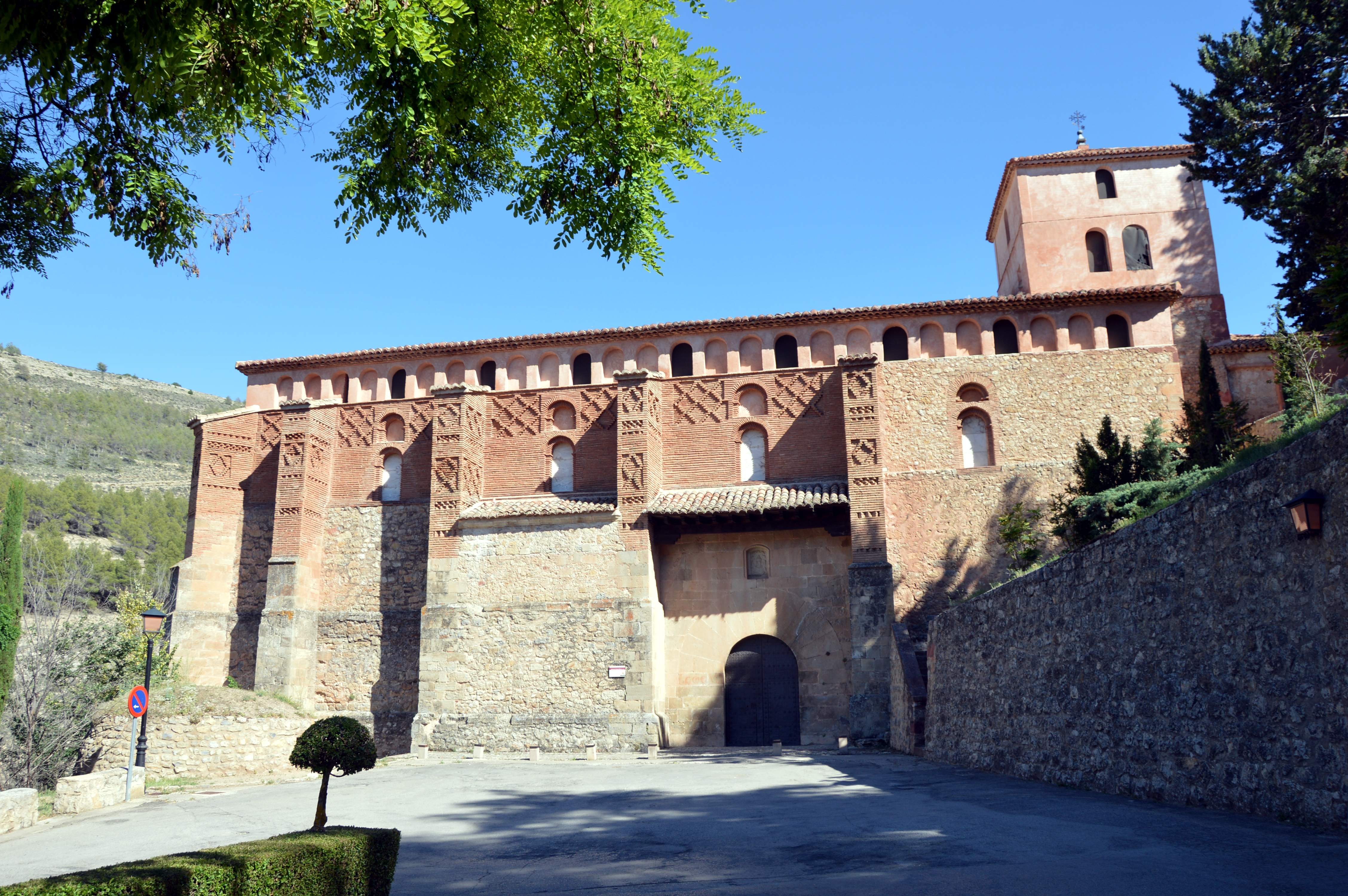
Vista general (frontal) de la iglesia de Santa María, primer templo medieval cristiano de Albarracín, construido antes de 1200: el aspecto actual se debe a las obras realizadas en el por el arquitecto francés Quinto Pierres Vedel.

Al morir fue sepultado en una capilla en la iglesia de Santa María de Albarracín, ciudad donde residió sus últimos años, junto con su esposa y su hijo Juan. Al parecer tuvo dos hijos en Aragón -Juan y Miguel Vedel, uno se hizo religioso y el otro boticario.

## Obras
Recalzó los cimientos de la torre mudéjar de la iglesia de San Martín de Teruel en la reforma realizada entre 1549 y 1551, ya que su inclinación aumentaba peligrosamente, y se le atribuye la fábrica de la iglesia de Fuentes de Ebro. 
Construyó el Acueducto Los Arcos (Teruel) (1555-1562) y la Mina de Daroca. (1555-1560)
Hacia 1560 interviene en las obras en la Catedral de Albarracín (1556-1560) -construyendo la nave y el claustro-, y en la traída de aguas a Celadas (f. 1560) y las últimas e inacabadas obras en la iglesia de Santa María de Albarracín (1566-1567). 

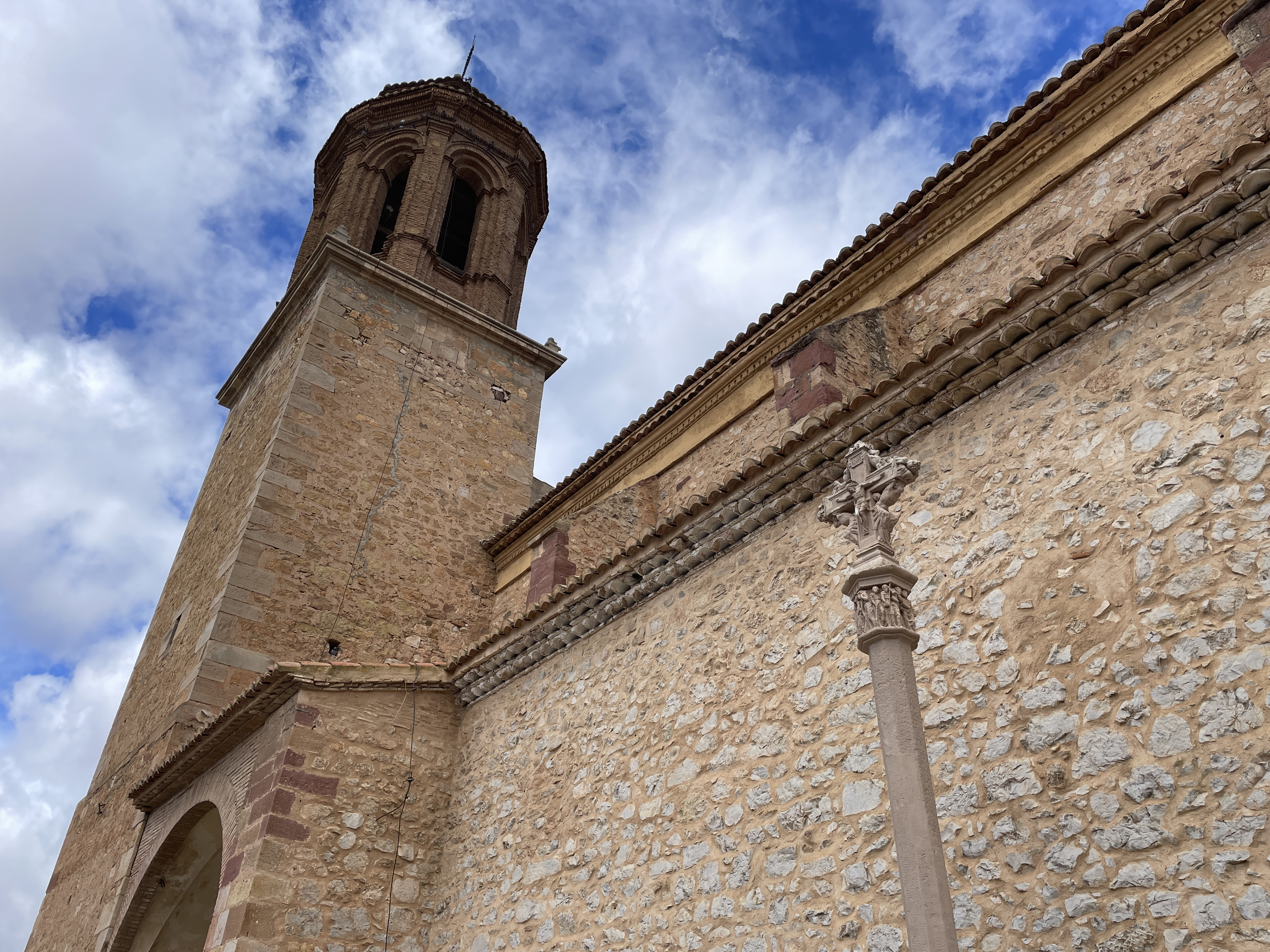
Iglesia de la inmaculada de Santa Eulalia del Campo y su Crucero

También intervino como arquitecto en la iglesia de la Inmaculada, de la localidad de Santa Eulalia del Campo (Teruel) en 1560.